# Middellandse Zeegebied
Het Middellandse Zeegebied is het gebied rondom de Middellandse Zee, omvattende Spanje, Gibraltar, Andorra, het zuiden van Frankrijk, Monaco, Italië, Malta, San Marino, het Vaticaan, Slovenië, Kroatië, Montenegro, Albanië, Bosnië en Herzegovina, Griekenland, Turkije, Cyprus, Syrië, Libanon, Israël, Palestina, Egypte, Libië, Tunesië, Algerije en Marokko.
Het bijvoeglijke naamwoord om het gebied aan te duiden luidt mediterraan.
Portugal is formeel gesproken geen mediterraan land, omdat het niet aan de Middellandse Zee ligt, maar wordt op grond van overeenkomstige eigenschappen met mediterrane landen wel vaak als zodanig beschouwd.

## Gemeenschappelijke kenmerken
De mediterrane landen hebben verschillende van de volgende kenmerken gemeen:
- Semitische  en Griekse wortels

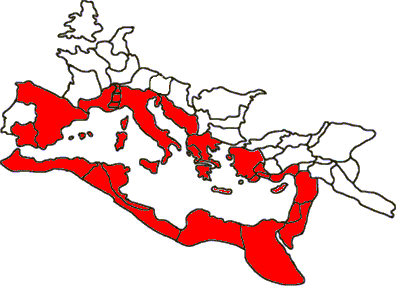
De mediterrane provinciae van het Romeinse Rijk

- ooit onderdeel van het Imperium Romanum
- snijvlak van Europese, Berberse en Arabische cultuur
- de Mediterrane keuken: veel groente, vis en zeevruchten, weinig vlees; het gebruik van olijven, olijfolie, tomaten, amandelen
- droog klimaat

## Overzicht van landen aan het Middellands Zeegebied
Europa
- Spanje
- Gibraltar
- Andorra
- Frankrijk
- Monaco
- Italië
- Malta
- San Marino
- Vaticaanstad
- Slovenië
- Kroatië
- Montenegro
- Albanië
- Bosnië en Herzegovina
- Griekenland

Azië
- Turkije
- Cyprus
- Syrië
- Libanon
- Israël
- Palestina

Afrika
- Egypte
- Libië
- Tunesië
- Algerije
- Marokko